# Slaget vid Ulundi
Slaget vid Ulundi var det sista slaget i Zulukriget mellan det brittiska imperiet och Zuluriket den 4 juli 1879. Slaget stod vid Zulurikets huvudstad Ulundi i Sydafrika. Slaget slutade med brittisk seger och ett slut på Zulukriget.